# Virginie Mouzat
Virginie Mouzat, född den 11 juni 1966 i Paris, är en fransk journalist och författare.
Mouzat är modejournalist på den franska morgontidningen Le Figaro. Hennes första roman, Ingen riktig kvinna (2009) belönades med Prix Coup de cœur de Marie-Claire och Prix Montalembert. Den gavs ut på svenska 2011 av Sekwa förlag. År 2010 kom hennes andra roman, La vie adulte.